# Blooming Grove (Texas)
Blooming Grove es un pueblo situado en el condado de Navarro, Texas, Estados Unidos. Tiene una población estimada, a mediados de 2022, de 872 habitantes.

## Geografía
La localidad está ubicada en las coordenadas 32°5′33″N 96°43′2″O / 32.09250, -96.71722. Según la Oficina del Censo, tiene una superficie de 2.22 km², correspondientes en su totalidad a tierra firme.

## Demografía
Según el censo de 2020, en ese momento había 857 personas residiendo en la localidad. La densidad de población era de 386.04 hab./km². El 84.36% de los habitantes eran blancos, el 2.68% eran afroamericanos, el 1.17% eran amerindios, el 0.58% eran asiáticos, el 0.58% eran isleños del Pacífico, el 2.22% eran de otras razas y el 8.40% eran de una mezcla de razas. Del total de la población, el 8.52% eran hispanos o latinos de cualquier raza.